# Fergusonina pescotti
Fergusonina pescotti är en tvåvingeart som beskrevs av Tonnoir 1937. Fergusonina pescotti ingår i släktet Fergusonina och familjen Fergusoninidae. Inga underarter finns listade i Catalogue of Life.